# Sandhammaren

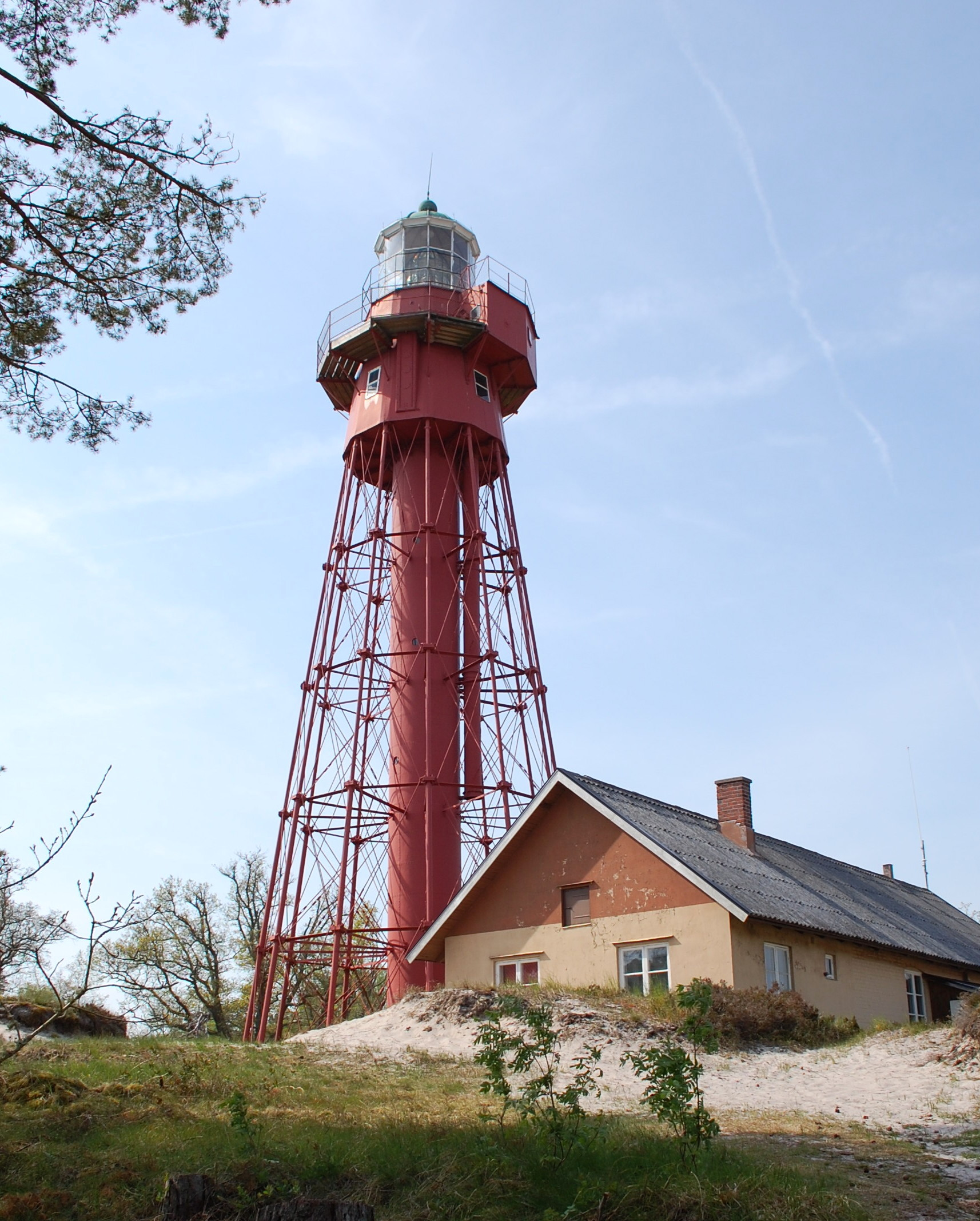
Leuchtturm Sandhammaren

Sandhammaren ist ein schwedischer Küstenstreifen an der Ostsee. Er stellt den südöstlichsten Punkt der schwedischen Küste dar.

## Lage
Das zur schwedischen Gemeinde Ystad gehörende und östlich von Ystad liegende Gebiet ist geprägt durch seine aus sehr feinem hellem Sand bestehenden Sandstrände und die daraus resultierenden großen Sanddünen. Der Bereich steht als Naturschutzgebiet Sandhammaren unter Naturschutz.

## Geschichte
Das Meer vor Sandhammaren ist aufgrund gefährlicher Sandbänke und starker Strömungen der größte Schiffsfriedhof Schwedens. Mit tausenden Wracks hat es die größte Wrackdichte des Landes. Eine unterhalb des Sandhammarens fyr angebrachte Tafel führt die zwischen 1852 und 1951 verunglückten Schiffe auf. Hier entstand in der Mitte des 19. Jahrhunderts auch die erste schwedische Seenotrettungsstation, die bis zu ihrem Umzug nach Kåseberga im Jahr 1945 in Betrieb war und heute als Museum geöffnet ist. 1861 wurde der noch heute bestehende Leuchtturm Sandhammaren gebaut.
Das Gebiet von Sandhammaren galt als Bereich, in dem Strandräuber aktiv waren, die mittels falscher Lichtzeichen Schiffe auf die Sandbänke lockten. Der schwedische König Karl XI. ließ daher im 17. Jahrhundert einen hier befindlichen bekannten Eichenwald abholzen, um so den Strandräubern ihren Unterschlupf zu nehmen.
Bereits ab dem 16. Jahrhundert war diese ursprüngliche Bewaldung durch Holzeinschlag und Beweidung stark zurückgegangen. Im 18. Jahrhundert war dann die Landschaft weitgehend baumfrei. Dies führte zu starken Verwehungen von Sand in das Inland und auf die Felder der Bauern, wodurch Ernten vernichtet wurden. Man nahm daher Anpflanzungen von Kiefern vor, die noch heute die Landschaft hinter den Dünen prägen. Im Naturschutzgebiet gibt es jedoch auch noch einige lichte Bestände an kleinen knorrigen, oft mehrstämmigen Eichen, die Reste des ursprünglichen Eichenwalds darstellen.

## Natur
Sandhammaren erhält durch die vorherrschenden Strömungsverhältnisse laufend neuen feinen Sand, der von andernorts zurückgehenden Stränden stammt. Die vom Wind ständig neu geformten Dünen sind Lebensraum für Gewöhnlichen Strandhafer und Gewöhnlichen Strandroggen. Die von neuen Sanddünen vor dem Wind geschützten Sandflächen werden von Moosen und Flechten besiedelt. Hier werden die hohen Gräser durch Sandsegge, Krähenbeere und Besenheide abgelöst. Noch weiter im Inland finden sich dann Sträucher und Bäume. Im Naturschutzgebiet kommt der seltene Braune Eichen-Zipfelfalter vor.

## Bildergalerie

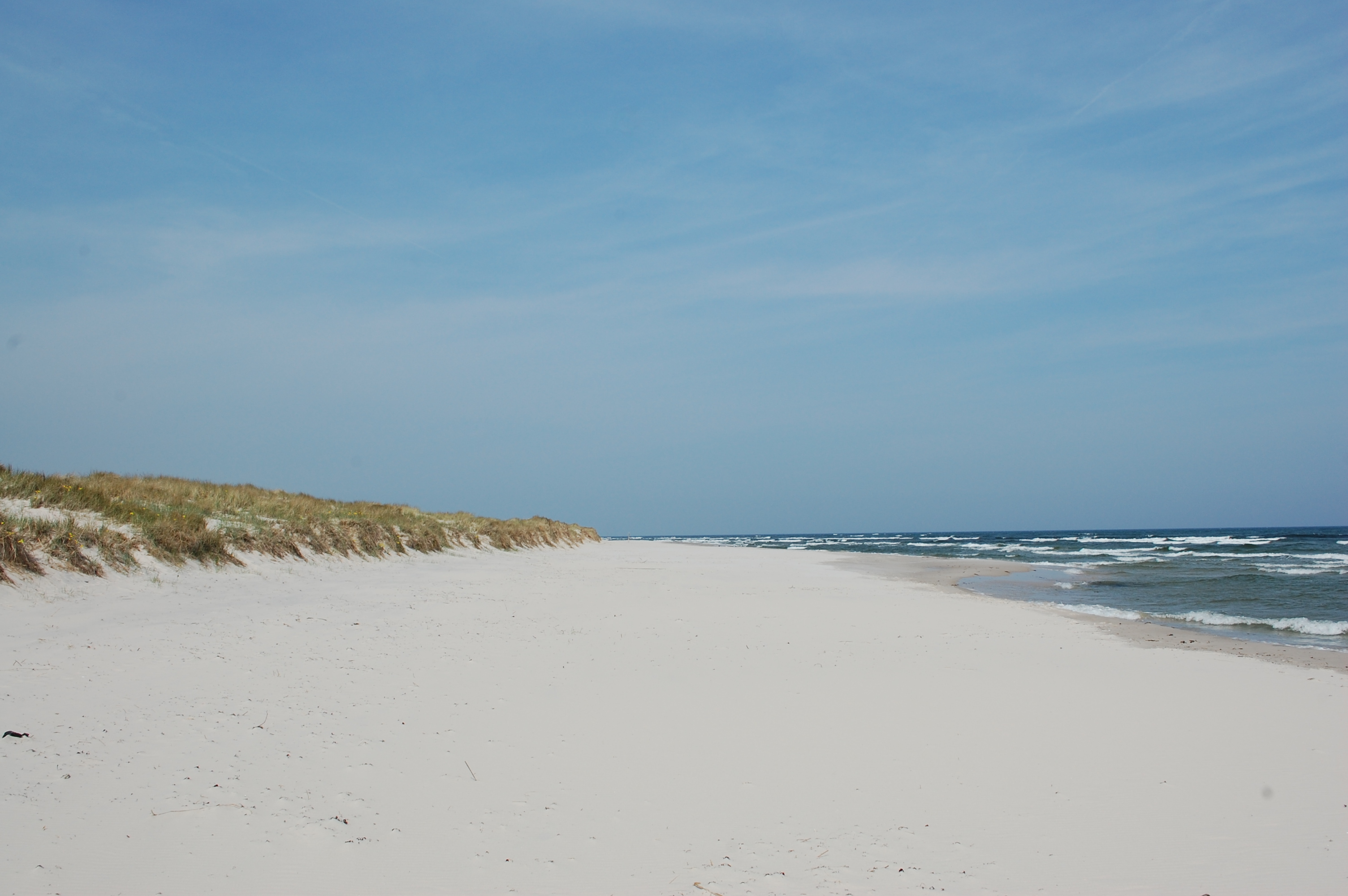
Strand
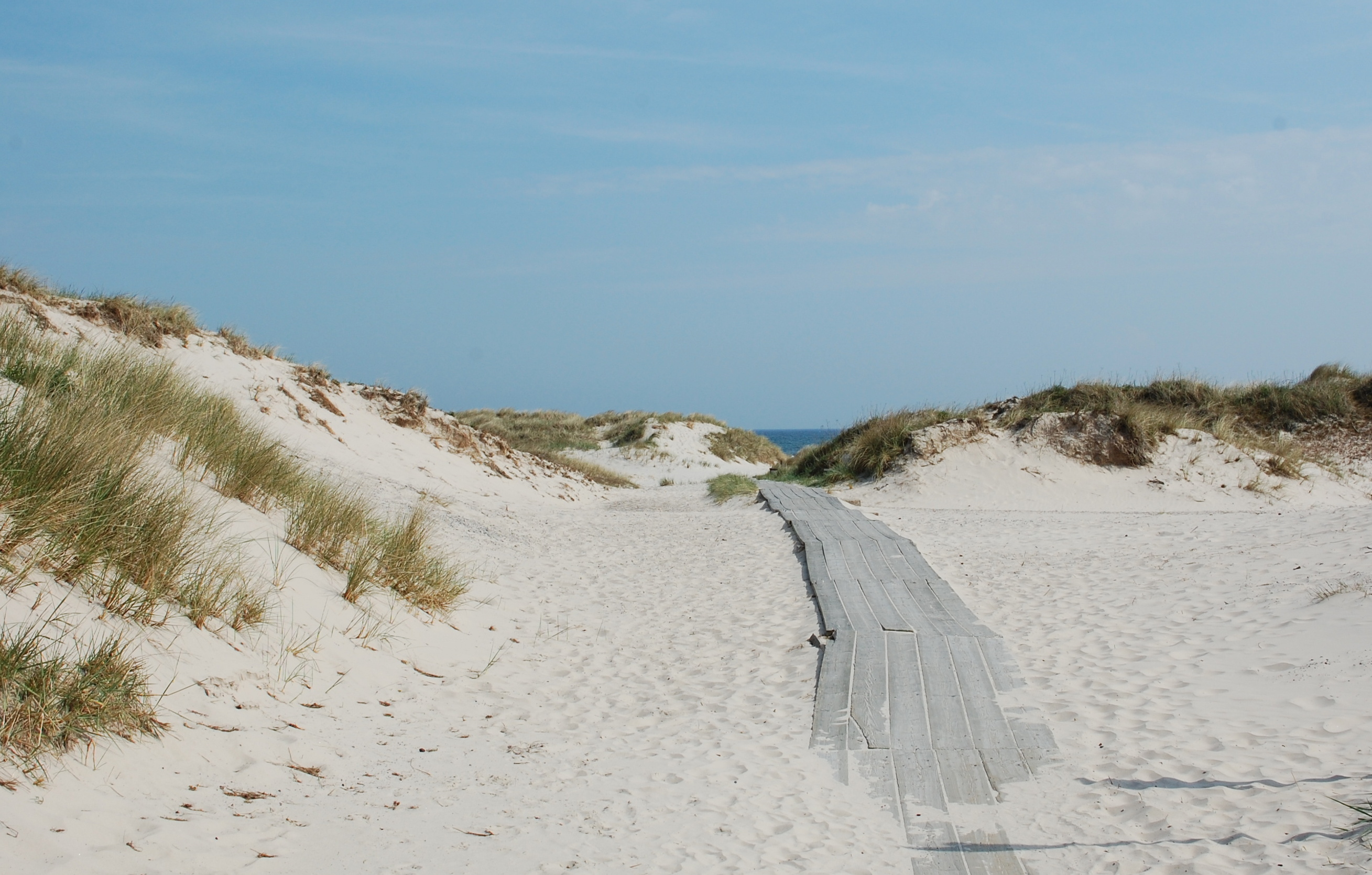
Blick durch die Dünen
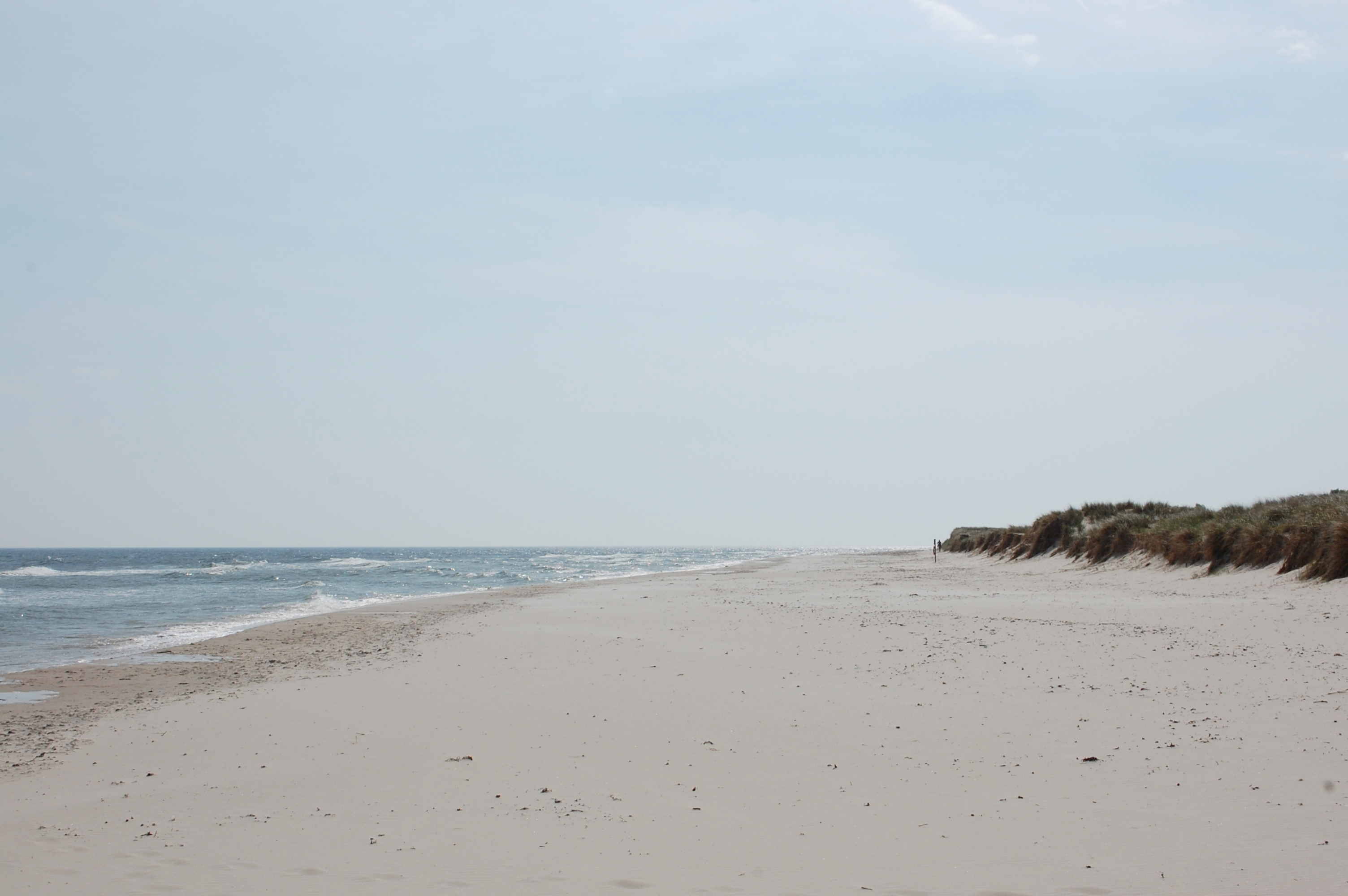
Strand, Blick nach Süden
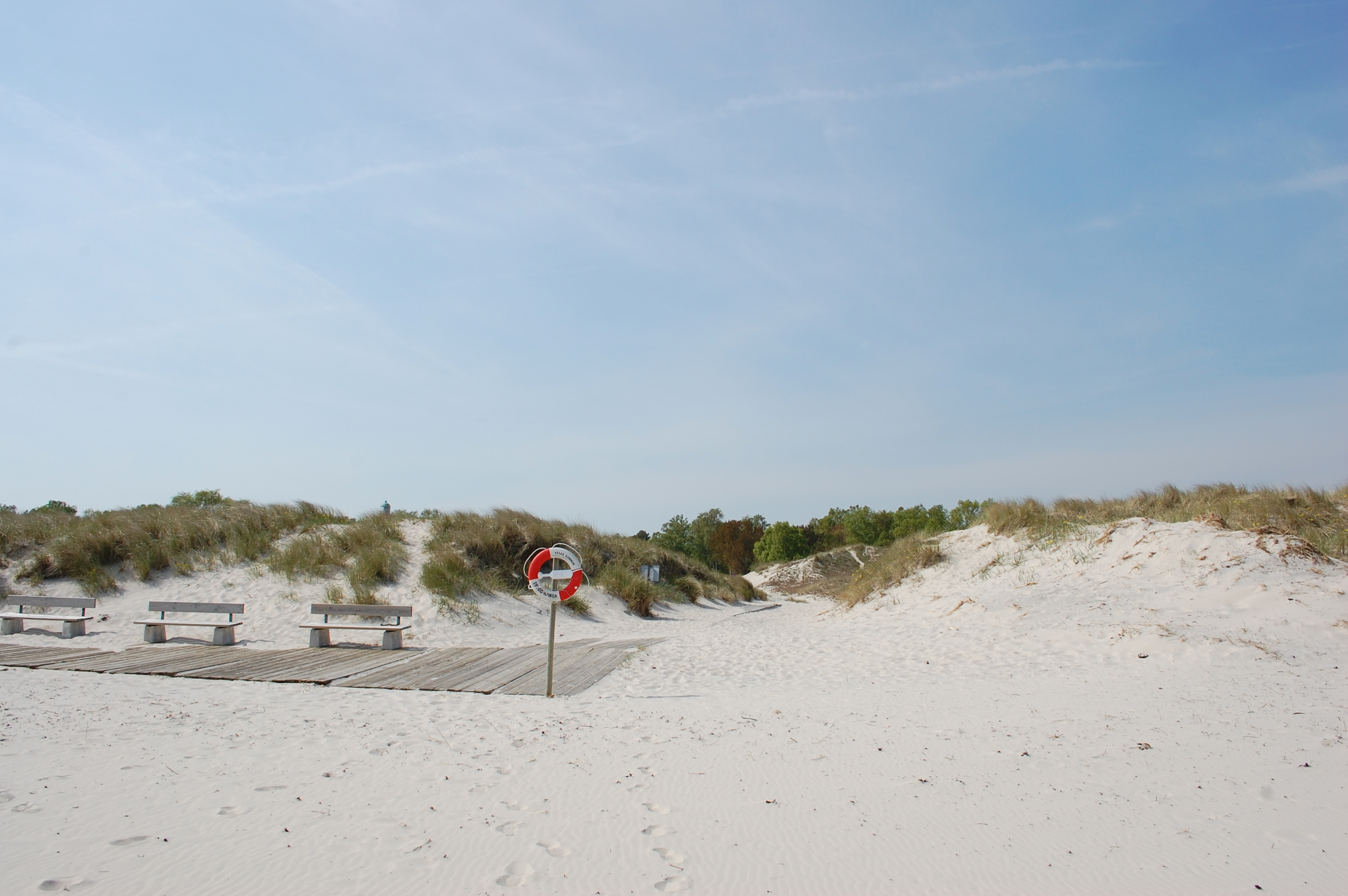
Blick von der Strandseite auf die Dünen